# Rock Around the Clock
Rock Around the Clock è una canzone scritta nel 1952 da Max C. Freedman e James E. Myers e incisa nell'aprile 1954 da Bill Haley & His Comets. Ha la struttura di un blues in 12 misure ed è considerato uno dei brani più rappresentativi del Rock 'n' roll.

## Storia
Inizialmente pubblicato come B-side di "Thirteen Women (and Only One Man in Town)", raggiunse il grande successo quando, l'anno successivo, fu inserito nella colonna sonora del film Il seme della violenza (in inglese Blackboard Jungle), arrivando al primo posto delle classifiche statunitensi Billboard Hot 100 nel luglio 1955 - dove rimase per otto settimane - nel novembre 1955 di quelle del Regno Unito e nel giugno 1956 in Germania per quattro settimane.
La melodia della canzone Rock Around the Clock ha forti somiglianze con quella del primo successo di Hank Williams, Move It On Over del 1947.  La canzone di Hank Williams, a sua volta, era molto simile al brano blues di Charley Patton Going to Move to Alabama, registrato nel 1929 – che derivò in parte dal brano di Jim Jackson Kansas City Blues del 1927.  La canzone fa anche uso di frasi del brano di Count Basie Red Wagon, registrato per la prima volta nel 1939.
Nel 1956 per sfruttare la popolarità del brano e del suo autore fu prodotto il film Senza tregua il rock'n'roll (titolo originale Rock Around the Clock), diretto da Fred F. Sears e interpretato dallo stesso Haley.
Il famoso assolo di chitarra elettrica è eseguito da Danny Cedrone (1920 - 1954).

## Formazione
- Bill Haley – voce, chitarra
- Danny Cedrone – chitarra
- Billy Williamson – steel guitar
- Franny Beecher - chitarra
- Johnny Grande – pianoforte
- Billy Gussak – batteria
- Marshall Lytle – contrabbasso
- Joey Ambrose (o Joey D'Ambrosio) – sassofono tenore

## In Italia
Nel 1956 il Quartetto Cetra incide in italiano una sua versione di Rock Around The Clock, con il testo scritto da Tata Giacobetti, intitolata L'orologio matto (Cetra, EP 0579), inserita nella raccolta del 2009 Tutto Cetra (Un bacio a mezzanotte) (Rhino Records, 5051865-6726-5-4).
La incidono invece in inglese Renato Carosone, Gastone Parigi, il Quartetto Radar, Flo Sandon's e Marino Marini.
De l'Orologio Matto esiste anche la versione incisa da Carla Boni, Gino Latilla e Duo Fasano con l'Orchestra Angelini.

## Influenza culturale
- Il brano è stato usato come sigla in vari programmi radiofonici e serie televisive italiane e straniere. Ad esempio è stato la sigla della famosissima trasmissione Rai "Alto gradimento", di Renzo Arbore e Gianni Boncompagni.
- È stato usato come sigla iniziale della prima serie di Happy Days.
- È presente in più puntate de I Simpson.[7][8][9][10]
- È stata oggetto di parodia da parte del gruppo sardo Banda Beni, col brano Rock e poi mi crock, con un testo che unisce termini in sardo, in italiano e in inglese, che ne imita l'assonanza ma che ha un contenuto molto diverso e spiritoso.
- Nel 1979 il gruppo musicale dei Telex si fa conoscere per il famoso brano Moskow Discow, dove il retro era Rock Around the Clock, versione elettronica del più famoso brano.
- In Mafia 2 è presente dal 1951 nelle stazioni radio ascoltabili in auto o nei negozi.
- La canzone è anche presente nella colonna sonora del film American Graffiti